# میلانا واینتروب
میلانا واینتروب (انگلیسی: Milana Vayntrub؛ زادهٔ ۸ مارس ۱۹۸۷) یک هنرپیشه اهل ایالات متحده آمریکا است. وی از سال ۱۹۹۵ میلادی تاکنون مشغول فعالیت بوده‌است.
از فیلم‌ها یا برنامه‌های تلویزیونی که وی در آن نقش داشته‌است می‌توان به عشق و زندگی اتفاق می‌افتد اشاره کرد.